# مکفارلان (کارولینای شمالی)
مکفارلان (به انگلیسی: McFarlan) شهری در ایالت کارولینای شمالی کشور ایالات متحده آمریکا است که جمعیت آن در سرشماری سال ۲۰۱۰ میلادی، ۱۱۷ نفر بوده‌است.